# Fife Symington III

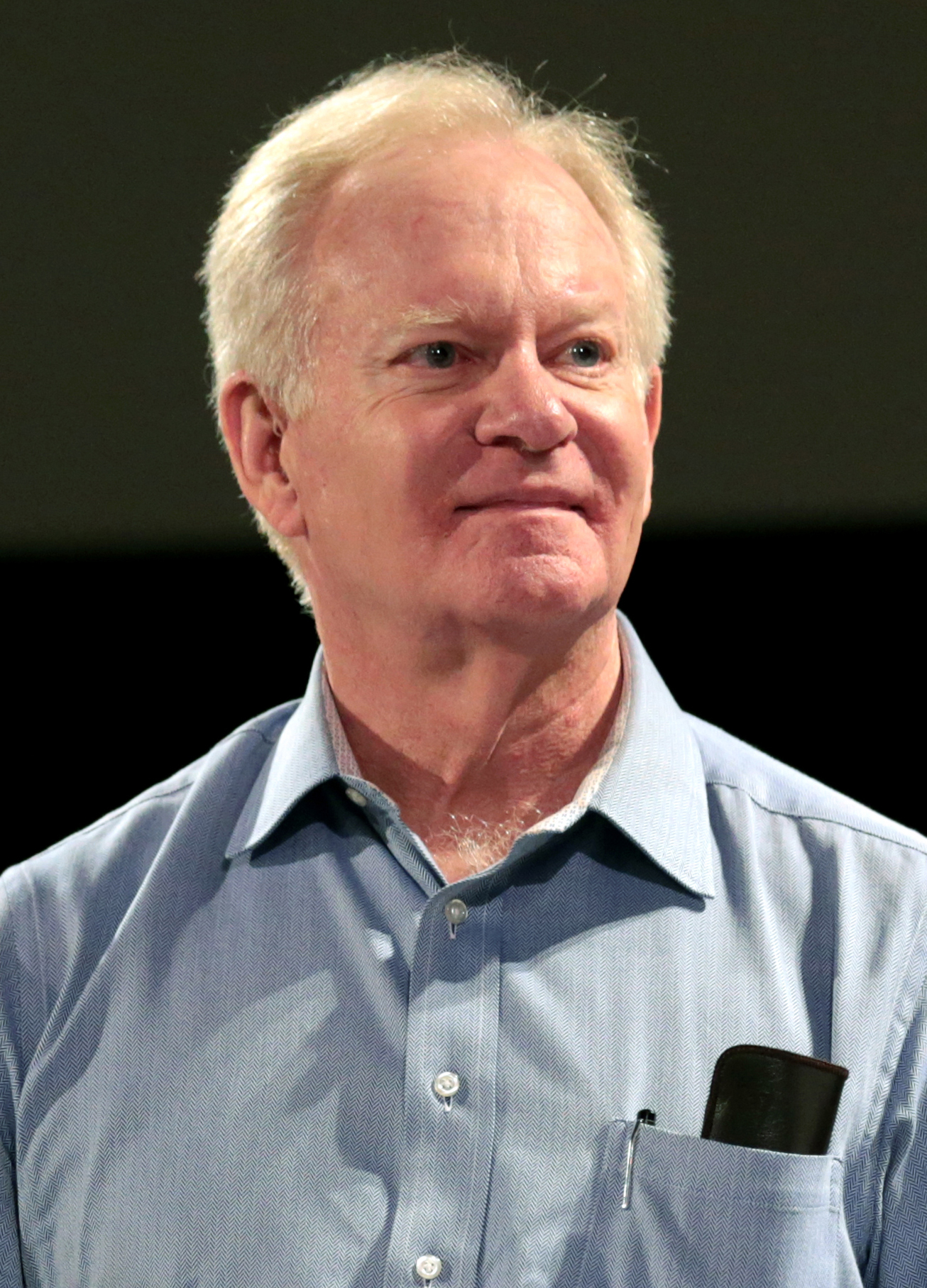
Fife Symington em 2017.

John Fife Symington III (12 de agosto de 1945) é um empresário e político norte-americano que foi governador do estado norte-americano do Arizona, no período de 1991 a 1997, pelo Partido Republicano.